# Ewa Malik
Ewa Danuta Malik z domu Marszałek (ur. 11 stycznia 1961 w Sosnowcu) – polska polityk i inżynier, posłanka na Sejm V, VI, VII, VIII, IX i X kadencji.

## Życiorys
Z wykształcenia magister inżynier metalurg, absolwentka Politechniki Śląskiej z 1986. Ukończyła też w 2005 studia podyplomowe z dziennikarstwa na Uniwersytecie Śląskim w Katowicach. Do 2004 była zatrudniona w Instytucie Informatyki na tej uczelni. Zakładała i redagowała miesięcznik społeczno-religijny „Zagórzanin”. Od 2002 do 2005 była radną Sosnowca i dyrektorem filii biura poselskiego Jarosława Kaczyńskiego w tym mieście.
Od początku lat 90. należała do Porozumienia Centrum, następnie przystąpiła do Prawa i Sprawiedliwości. Z listy PiS w wyborach parlamentarnych w 2001 bez powodzenia kandydowała do Sejmu, a w wyborach w 2005 została wybrana na posła V kadencji w okręgu sosnowieckim. W wyborach parlamentarnych w 2007 po raz drugi uzyskała mandat poselski, otrzymując 32 231 głosów. W wyborach do Sejmu w 2011 z powodzeniem ubiegała się o reelekcję, dostała 25 214 głosów. Bezskutecznie kandydowała w wyborach do Parlamentu Europejskiego w 2014.
W wyborach krajowych w 2015 utrzymała mandat poselski na kolejną kadencję, otrzymując 28 909 głosów. W 2019 została ponownie wybrana do Sejmu, otrzymując 46 773 głosy. W 2021 powołana przez premiera Mateusza Morawieckiego w skład Rady Doradców Politycznych. W 2023 z powodzeniem ubiegała się o poselską reelekcję (z wynikiem 39 498 głosów). W 2024 z ramienia PiS wystartowała w kolejnych wyborach europejskich.